# Monte Zebrù
Der Monte Zebrù ist ein Berg mit zwei Gipfeln in den Ortler-Alpen, einem Gebirge der südlichen Ostalpen. Er liegt genau auf der Grenze zwischen den italienischen Provinzen Südtirol und Sondrio im Nationalpark Stilfserjoch. Der Haupt- oder Nordwestgipfel ist 3735 Meter hoch, der Südostgipfel nur 3724 Meter. Beide Punkte sind durch einen etwa 400 Meter langen, meist überwechteten Firngrat verbunden. Der Hauptgipfel sendet nach Norden und Südosten einen ausgeprägten Grat aus, der als Firngrat nach Norden hinüber zum Ortler und südöstlich zur Königspitze führt. Zuerst bestiegen wurde der Monte Zebrù am 29. September 1866 durch den Suldener Bergführer Johann Pinggera und dem österreichisch-ungarischen Alpenforscher und Kartografen Julius Payer. Der nächstgelegene Stützpunkt für eine Besteigung des Bergs ist heute das Rifugio Quinto Alpini (Alpinihütte). 

## Geologie
Die Berge der Ortlergruppe bestehen aus Kalkstein und Dolomit, die mit einer Mächtigkeit von etwa 1000 Metern auf dem sogenannten Veltliner Basiskristallin, dem kristallinen Grundgebirge der Zentralalpen, liegen. Diese Sedimentschicht unterlag vor etwa 90 Millionen Jahren einer leichten geologischen Metamorphose. Aus der daraus resultierenden Neubildung von Mineralen lässt sich auf eine Temperatur von ca. 400 °C schließen. Dieser Prozess ist allerdings nur unter hohem Druck möglich, deshalb wird angenommen, dass auf den Ortlerkalken ursprünglich die nördlichen Kalkalpen lagen, die dann im Rahmen der Alpidischen Gebirgsbildung nach Norden, durch Überschiebungen an ihren heutigen Platz, verfrachtet wurden. Bereits im Zusammenhang mit der Kaledonischen, vor 500 Millionen Jahren, und der Variszischen Gebirgsbildung vor 300 Millionen Jahren entstand das Basiskristallin, das ursprünglich aus sandigen und tonigen Sedimenten bestand. Dabei wurde Glimmerschiefer, Quarzphyllit und Phyllitgneis aus den sandig-tonigen Bestandteilen gebildet, Quarzite entstanden aus Sandstein, Amphibolit aus Basalt und Marmor aus Kalkstein. Ihre noch heute außergewöhnliche Höhe und schroffe Form verdanken die Berge der Ortlergruppe den harten Karbonatgesteinen aus der Oberen Trias, wie dem Dolomit, aus denen die Gipfel aufgebaut sind.

## Lage
Der sich im Hauptkamm der Ortler-Alpen erhebende Monte Zebrù ist von Gletschern umgeben. Vom Nordwesten zum Süden umschließt der Zebrùferner (Vedretta dello Zebrù) den Berg und reicht hinauf bis zum Hauptgipfel, nordöstlich liegt der Suldenferner (Vedretta di Solda). Benachbarte Gipfel sind im Verlauf des Nordgrats, getrennt durch den Wegübergang Hochjoch auf 3527 Metern Höhe gelegen, der 3905 Meter hohe der Ortler (Ortles), im Verlauf des Südostgrats liegt, getrennt durch das Suldenjoch auf 3427 Metern, die Königsspitze (Il Gran Zebrù) mit einer Höhe von 3851 Metern. Im Westen liegt, jenseits des Zebrùferners, die nach Karl Thurwieser benannte 3652 Meter hohe Thurwieserspitze (Cima Thurwieser). Die Ostflanke des Zebrù fällt hinab ins Suldental. Der nächste bedeutende Ort ist das etwa fünf Kilometer Luftlinie nordöstlich gelegene Südtiroler Sulden. Knapp 10 Kilometer in südwestlicher Richtung liegt, bereits in der italienischsprachigen Provinz Sondrio, Santa Caterina Valfurva im Valfurvatal.

## Stützpunkte und Besteigung

Karte

Der Weg von Payer und Pinggera im Jahr 1866 führte von Südwesten her kommend in einem Bogen nach Nordosten über die Nordwestflanke zum Gipfel. Diese Route ist auch heute noch der Normalweg, der auch als Skitour begangen werden kann. Als Stützpunkt für diese Route, die als Hochtour, nur mit entsprechender Gletscherausrüstung und Erfahrung zu begehen ist, dient die Alpinihütte auf 2878 Metern Höhe, östlich oberhalb von Sant’Antonio im Val Zebrù. Die Gehzeit beträgt laut Literatur etwa vier Stunden. Sehr schwierige Kletterrouten in den Schwierigkeitsgraden UIAA II bis IV führen seit 1890 unter anderem über den Westgrat, durch die Südwestwand (Aldo Bonacossa und Carl Prochownik, 1913) und durch die Nordwände. Eine neue Route wurde 1995 in der Westwand eröffnet.